# Nasofaringe
La nasofaringe,  càvum  o  epifaringe, com el seu nom indica, és la porció nasal de la faringe i neix darrere del nas i per sobre del paladar tou. Es comunica cap avall amb l'orofaringe i la laringofaringe i és l'única de les tres cavitats que roman permeable, és a dir, contínuament oberta a l'aire.
La nasofaringe està destinada a la fonació, la respiració i la ventilació de l'orella mitjana.
El coneixement de les variacions anatòmiques d'aquesta regió és important per evitar complicacions en els procediments d'intubació oro/nasotraqueal.

## Situació
La nasofaringe es desenvolupa de la porció superior de l'intestí embrionari i està constituït aproximadament en el tercer mes de l'embaràs. En néixer, la nasofaringe forma la porció posterior (cap enrere) de les fosses nasals i comunica amb la boca.

## Límit anterior
La paret anterior de la nasofaringe està delimitada per la porció posterior i la inferior de l'envà nasal o vòmer i comunica amb les fosses nasals per les coanes.

## Límit posterior
A la paret posterior limita amb la cara anterior de les dues primeres vèrtebres cervicals, l'atles i l'axis. En la mucosa de la paret posterior hi ha l'obertura de la trompa d'Eustaqui, que comunica la nasofaringe amb l'orella mitjana, el torus tubarius, la fossa supratubàrica i la fossa de Rosenmüller, (descrita per primera vegada per Johann Christian Rosenmüller (1771-1820), anatomista i Rector de la Universitat de Leipzig).

## Límit superior
El límit superior de la nasofaringe ve donat per la base del crani, formada pel cos de l'os esfenoide, una part de l'os temporal i continua amb l'apófisis basilar de l'os occipital. En els nens menors de 12 anys, la paret superior de la nasofaringe alberga les adenoides.

## Límit inferior
La cara inferior de la nasofaringe està composta només pel terç posterior i inferior de l'os palatí (paladar ossi).